# Абрамов, Борис Михайлович
Борис Михайлович Абрамов (1 июля 1933, Москва — 25 июня 2017) — советский футболист, полузащитник, тренер. Мастер спорта СССР (1958).

## Биография
Воспитанник ДЮСШ «Фили» Москва. Карьеру в командах мастеров начал в 1956 году в «Металлурге» Запорожье. В чемпионате СССР играл в составе клубов «Локомотив» Москва (1957—1958 — 22 матча, 8 голов), «Молдова» Кишинёв (1959—1960, 41 матч, 8 голов), «Даугава-РВЗ» Рига (1961—1962, 43 матча, 6 голов). Играл в командах класса «Б» «Шахтёр» Караганда (1963), «Локомотив» Челябинск (1964—1965).
Работал тренером в клубах «Металлург» Косая Гора (КФК, 1966), «Динамо» Целиноград (1973), «Рубин» Казань (1981), старшим тренером в клубах «Металлург» Златоуст (1967, 1969), «Урожай» Александровское (1968), «Локомотив» Челябинск (1970), «Динамо» Вологда (1971—1972), «Динамо» Киров (1974), «Селенга» Улан-Удэ (1976—1977).

## Достижения
- Обладатель Кубка СССР: 1957